# Bandera d'Onda
La bandera d'Onda és un símbol representatiu oficial del municipi valencià d'Onda (Plana Baixa). Està organitzada de la següent manera:
| « | Bandera de proporcions 2:3. Partida per meitat horitzontal. La meitat superior està dividida en dos camps iguals: el de l'asta, de groc quatre pals rojos, el del batent la creu de Montesa en camp blanc. En la meitat inferior, de blanc quatre ones d'atzur. | » |

## Història
La bandera es rehabilità per Resolució de 10 de setembre de 2002, del conseller de Justícia i Administracions Públiques, publicada en el DOGV núm. 4.347, d'1 d'octubre de 2002.
El 15 de maig de 1412, en uns capítols acordats entre l'orde de Montesa i la vila d'Onda, per resoldre algunes diferències entre el senyor i el vassall, en un punt que es titula «De la bandera e sagells», es fa la seva descripció:
| « | ...que en una part sia lo senyal real, e en l'altra lo senyal o creu de Montesa en camp blanc, e al peu dels dits bandera, penons o segell, sia senyal de ondes de la dita vila d'Onda. | » |

La memòria de la bandera es perd i en els anys 70 del segle xx, amb el començament dels Ajuntaments democràtics, i coneixent aquest document, es fa una proposta a l'Ajuntament per restituir la bandera, amb un disseny gràfic del ceramista Manolo Safont, que és aprovat. I d'aleshores ençà la bandera ha estat presidint els actes institucionals del municipi.
En la part superior de la bandera apareixen els dos senyors tradicionals de la vila, el Rei i l'orde de Montesa, i en la part inferior estan les ones, un senyal parlant del poble.